# Pietro Ciriaci

Ciriacis Kardinalswappen

Pietro Kardinal Ciriaci (* 2. Dezember 1885 in Rom, Italien; † 30. Dezember 1966 ebenda) war ein Kurienkardinal der römisch-katholischen Kirche.

## Leben
Pietro Ciriaci schloss seine Studien in Rom mit Promotionen in Katholischer Theologie, Philosophie und Kanonischem Recht ab. Er empfing im Jahre 1909 das Sakrament der Priesterweihe und arbeitete anschließend als Seelsorger in Rom. Daneben unterrichtete er Philosophie und Fundamentaltheologie an der Päpstlichen Universität Urbaniana und am Athenaeum Sant’Apollinare. Ab 1911 nahm er zusätzlich verschiedene Aufgaben im Vatikan wahr. 1918 wurde ihm der Titel eines Geheimkämmerers Seiner Heiligkeit verliehen, 1921 der eines Päpstlichen Hausprälaten. 1922 reiste er als Päpstlicher Sondergesandter in die Tschechoslowakei. 
1928 ernannte ihn Papst Pius XI. zum Titularerzbischof von Tarsus und zum Apostolischen Nuntius in der Tschechoslowakei, 1934 betraute er ihn mit der gleichen Aufgabe in Portugal. Papst Pius XII. nahm Pietro Ciriaci 1953 als Kardinalpriester mit der Titelkirche Santa Prassede in das Kardinalskollegium auf und ernannte ihn ein Jahr darauf zum Präfekten der Konzilskongregation. Dieses Amt hatte er bis 1966 inne. 1955 wurde er zugleich Präsident der Päpstlichen Kommission für die authentische Auslegung des Kanonischen Rechts. Er nahm in den Jahren 1962 bis 1965 am Zweiten Vatikanischen Konzil teil. 
Pietro Kardinal Ciriaci wurde in der Basilika San Lorenzo in Lucina, deren Titel er als Kardinal seit 1964 trug, beigesetzt.